# Singapore Press Holdings
Singapore Press Holdings Limited (新加坡报业控股S) è una compagnia singaporiana operante nel settore dei media e della comunicazione.
Fondata nel 1984, pubblica quotidiani, riviste e libri sia in edizione cartacea che digitale, coprendo tutte e quattro le lingue ufficiali del paese. Possiede anche altri prodotti digitali, annunci online, stazioni radio e media esterni.

## Storia
Singapore Press Holdings è stata fondata nel 1984 attraverso una fusione di giornali e case editrici locali. Nel corso degli anni, a causa del calo di diffusione della stampa, la società si è concentrata sullo sviluppo di versioni online dei suoi principali documenti. Nel 2013 ha inaugurato la SPH Reit, la propria società di investimento immobiliare.

## Proprietà
La gestione di Singapore Press Holdings è regolata dal Newspaper and Printing Presses Act. A Singapore, le quote azionarie superiori al 5% non sono consentite senza l'approvazione di un ministro e nessuno dei grandi azionisti della società detiene una quota superiore al 2%. Le azioni speciali denominate "azioni di gestione", che conferiscono ai detentori un potere di voto 200 volte maggiore rispetto alle azioni ordinarie al momento della nomina e del licenziamento degli amministratori o di qualsiasi membro del personale, sono detenute principalmente dalle principali banche, compagnie assicurative e università di Singapore. La società ha forti legami con il governo singaporiano.